# 森久保薬品
森久保薬品株式会社（もりくぼやくひん、英文名称Morikubo Yakuhin Inc.）は、神奈川県厚木市にある動物用医薬品の販売会社。

## 概要
動物用医薬品を中心として事業を展開している。また、「人間と動物の健康づくり」をテーマにして、お客様に感謝してもらうことを目標として取り組んでいる。

## 事業内容
動薬事業
産業動物用医薬品、小動物用医薬品、水産用医薬品、防疫殺虫剤、獣医畜産用機械器具、医療用器具機械、書籍、
薬粧事業
小売薬局および保険調剤薬局の経営、一般医薬品、化粧品、漢方薬、健康食品、健康器具、医療用品、介護用品、衛生材料、ペット用品、雑貨

## 営業地域
- 神奈川県
- 群馬県
- 東京都
- 埼玉県
- 山梨県
- 栃木県
- 茨城県
- 千葉県